# Посольство Великобритании в США

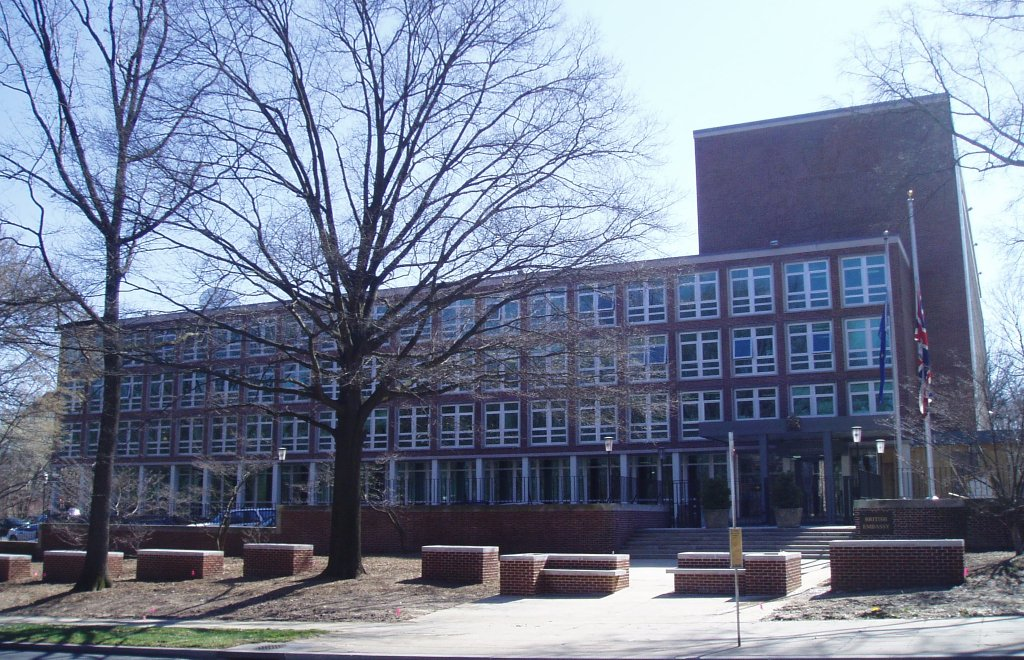
Посольство Великобритании в Вашингтоне в «посольском ряду» на Массачусетс-авеню, 3100.

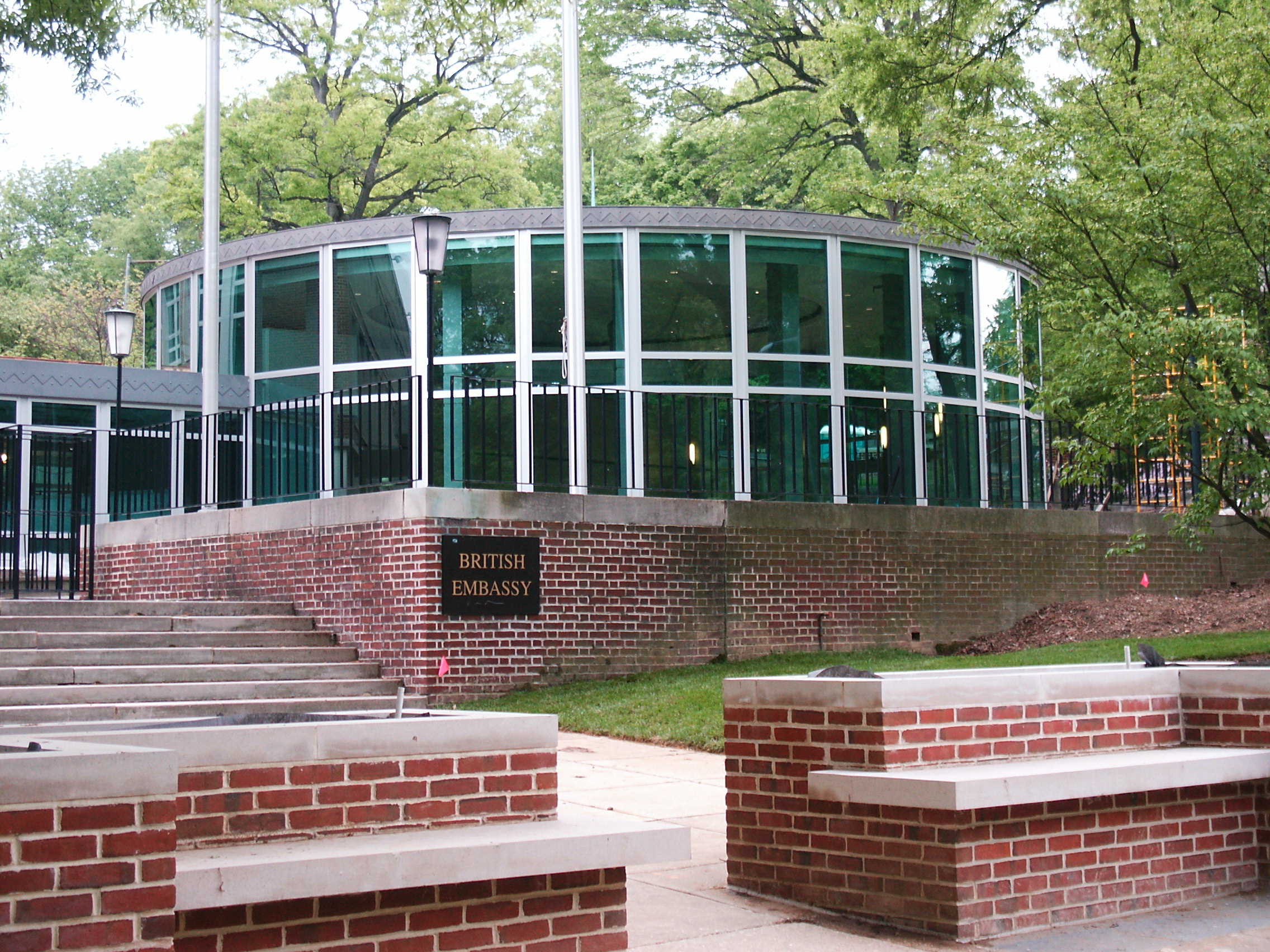
Вход в посольство.

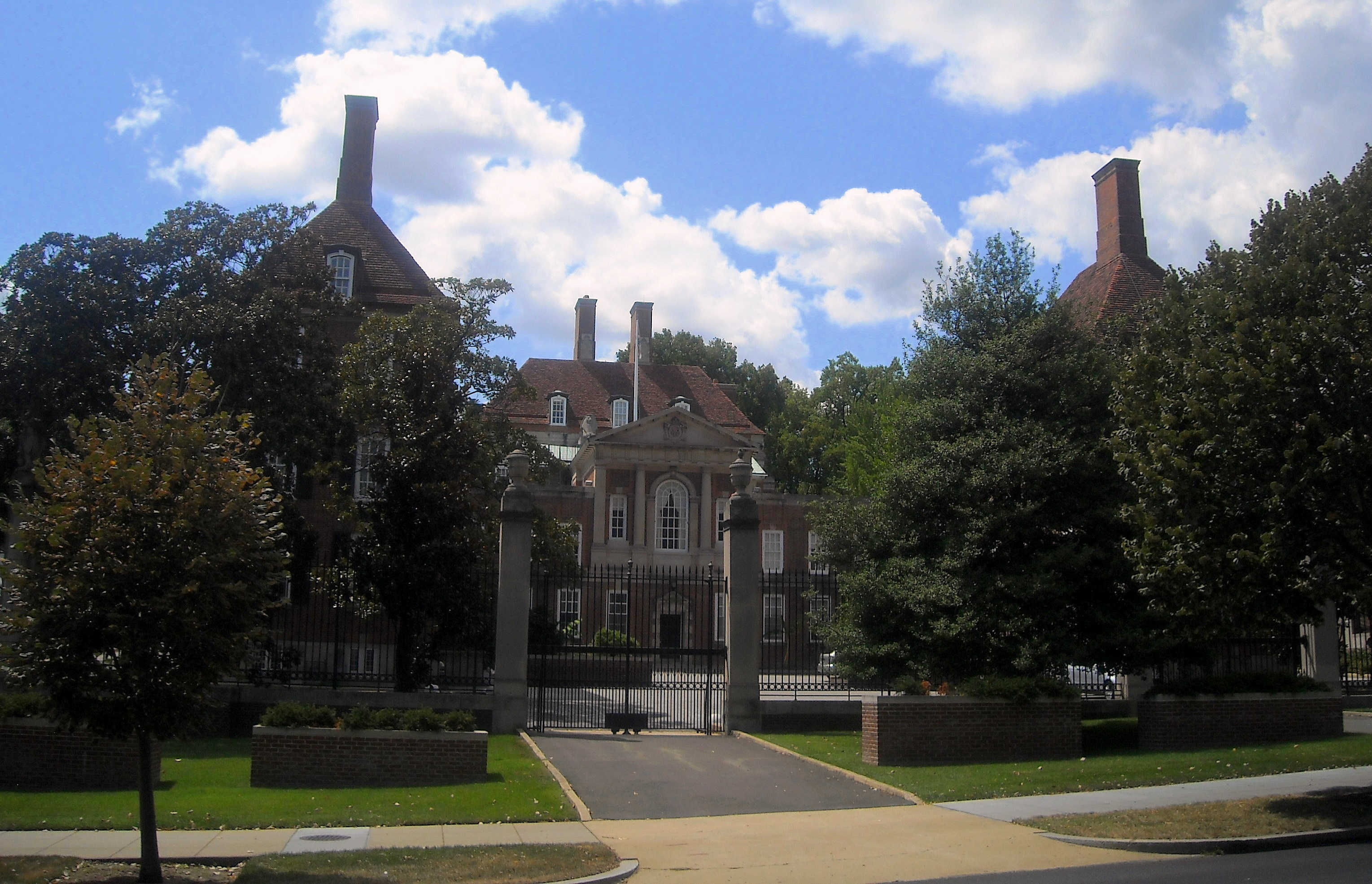
Резиденция британского посла.

Посольство Великобритании в Вашингтоне — главная дипломатическая миссия Великобритании в США, одно из крупнейших посольств в Вашингтоне, расположено на северо-западе Вашингтона на Массачусетс-авеню, 3100 в квартале, называемом Посольский ряд.
Посол Великобритании в США — Карен Пирс (с 2020 года).

## Консульства Великобритании в США
Кроме посольства Великобритания имеет на территории США генеральные консульства в городах Атланта, Бостон, Денвер, Лос-Анджелес, Майами, Нью-Йорк, Сан-Франциско, Хьюстон и Чикаго, а также консульство в Орландо.

## Посольский комплекс
Посольский комплекс включает резиденцию посла и здания новой и старой канцелярии. Резиденция была построена по проекту британского архитектора Эдвина Лаченса в стиле загородной английской усадьбы. Старое здание канцелярии расположено вдоль улицы. К 1960-м годам оно пришло в ветхость и было построено новое здание посольства по проекту Эрика Бедфорда. Старое здание частично стало жилым домом для работников посольства, остальную часть занимает Британский Совет. Британское посольство стало первым в этом районе, которое позже превратилось в Посольский ряд.
Перед посольством стоит памятник Уинстону Черчиллю. Причём одна нога расположена на территории посольства, а вторая — на американской территории, что символизирует его англо-американское происхождение (его отец был британцем, а мать — американкой) и его звание почётного гражданина США.
Перед посольством, подобно посольствам всех остальных стран Европейского союза, кроме флага Великобритании развевается флаг ЕС, но лишь у посольства Великобритании флаг ЕС намеренно ниже национального.
Посольство Великобритании является одним из крупнейших посольств в Вашингтоне. В нём работает около 210 дипломатов и 250 прочих работников.

## В культуре
- 11 февраля 1964 года здесь проводился приём в честь Джона Леннона[1].
- Посольство появлялось в художественном телесериале BBC The State Within (2006).